# Ramayan
Luv Kush
Ramayan est une série mythologique diffusée de 1987 jusqu'en 1988 sur la télévision indienne, sur la chaîne DD National. 
Créée, écrite et dirigée par Ramanand Sagar, Ramayan est une adaptation télévisée de l'épopée hindoue indienne portant le même nom, mais elle est également basée sur le Ramcharitmanas de Tulsîdâs. La série a reçu une audience de 82 %, un record pour une série télévisée indienne. Chaque épisode de la série aurait ainsi rapporté environ quatre millions de roupies indiennes.
La série a été rediffusée sur Star Plus et Star Utsav dans les années 2000,. Ramayan a également été retransmise à nouveau, en Inde, sur DD National, du 28 mars 2020 au 18 avril 2020, durant la pandémie de Coronavirus.

## Intrigue
Basée sur l'ancienne épopée hindoue du Ramayana, la série suit le voyage de Ram, le personnage principal, partant en exil pendant 14 ans avec Sita et Lakshman.

## Casting

### Acteurs principaux
- Arun Govil : Ram / Vishnu[7],[8]
- Deepika Chikhalia : Sita / Lakshmi[8]
- Sunil Lahri : Lakshman
- Arvind Trivedi : Ravana / Vishrava
- Dara Singh : Hanuman[9]

### Acteurs secondaires
- Sanjay Jog : Bharat[10]
- Sameer Rajda : Shatrughna
- Bal Dhuri : Dasharatha
- Jayshree Gadkar : Kausalya
- Padma Khanna : Kaikeyi[11]
- Rajni Bala : Sumitra
- Lalita Pawar : Manthara
- Vijay Arora : Indrajit
- Nalin Dave : Kumbhakarna[12]
- Mukesh Rawal : Vibhishana[13]
- Aparajita Bhushan : Mandodari
- Shyam Sundar Kalani : Sugriva / Vali[14]
- Sudhir Dalvi : Vasishtha
- Chandrashekhar : Sumanta
- Renu Dhariwal : Shurpanakha
- Mulraj Rajda : Janaka
- Urmila Bhatt : Sunaina
- Vijay Kavish : Shiva / Valmiki / Mayasura[15]
- Pushpa Verma : Sulochana
- Vibhuti Dave : Trijaṭā
- Rajshekar Upadhyay : Jambhava[16]
- Bashir Khan : Angad
- Anjali Vyas : Urmila
- Sulakshana Khatri : Mandavi
- Girish Seth : Nal
- Giriraj Shukla : Neel

## Réalisation

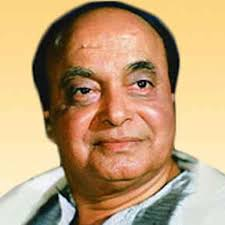
Ramanand Sagar, créateur et réalisateur de Ramayan.

Ramayan était considérée comme l'émission de télévision la plus chère produite à l'époque de sa réalisation, avec un budget moyen de 900 000 roupies indiennes par épisode.

### Développement
S.S. Gill, écrivant pour le compte de l'Indian Express à la fin de la diffusion du dernier épisode de la série, écrit que c'est pendant son mandat de secrétaire du Ministère indien de l'Information et de la Radiodiffusion, en septembre 1985, qu'il contacte Ramanand Sagar, en association avec le projet. Gill ajoute que dans sa lettre à Sagar, il avait expliqué que le Ramayana comme sujet pour la série télévisée était idéal, étant « un dépositaire de valeurs morales et sociales » et que le message de ce dernier était « laïque et universel ». Il a ajouté qu'il avait noté dans cette lettre que « le véritable défi de Sagar consisterait à voir l'épopée « avec les yeux d'un homme moderne » et à relier son message aux besoins spirituels et émotionnels de notre époque ». Gill ajoute qu'il a également écrit une lettre similaire à Baldev Raj Chopra sur la production de la série Mahabharat, basée sur une autre épopée du même nom, et explique que Sagar et lui-même ont accepté ses suggestions et ont constitué des groupes d'experts et d'universitaires pour conceptualiser la production.
La série a été initialement pensée pour 52 épisodes de 45 minutes chacun. Mais, en raison de la forte demande, elle a dû être prolongée trois fois, pour finalement se terminer après 78 épisodes, soit 26 de plus que ce qui était prévu au départ.
Initialement, Ramayan et [[Mahabharat (série télévisée de 1988)|Mahabharat (série télévisée de 1988) (en)]] devaient être diffusés ensemble, mais il a été décidé ensuite de diffuser Ramayan en premier, suivi de Mahabharat, qui serait ainsi diffusé après la fin du premier.

### Casting
« Je me souviens que j'ai donné une audition pour Ram et que, au début, j'ai échoué. Je ne sais pas ce qui s'est passé. Lors de la séance photographique, j'avais le costume et le maquillage du seigneur Ram, mais je ne lui ressemblais pas... Ensuite on a pensé ajouter un sourire sur mon visage et tout s'est bien passé, j'ai été sélectionné. »

— Arun Govil
Govil a exprimé son désir de jouer le seigneur Rama et a effectué un test d'écran. Au départ, il était considéré comme inapproprié pour ce rôle mais il est ensuite réapparu pour le test avec un sourire sur son visage et a été sélectionné pour le rôle. Sachant que la collaboration de Govil avec Debashree Roy dans Jiyo To Aise Jiyo (1981) de Kanak Mishra a été appréciée du public, l'actrice a donc été demandée pour jouer Sita, mais en raison de son horaire chargé, elle n'a pu effectuer le test d'écran. Plusieurs autres actrices célèbres ont donc été contactées, mais toutes ont refusé en raison du fait que selon elles, jouer le rôle de Sita ternirait leur attrait romantique, entraînant ainsi une perte de leur carrière à l'écran. Deepika Chikhalia a ensuite été convoquée pour passer le test à l'écran. Elle a dû subir un test d'écran rigoureux et a ensuite été sélectionnée. Sanjay Jog a été initialement sollicité pour le rôle de Lakshmana mais a refusé car il n'était pas en mesure de donner des dates précises pour son audition. Sagar l'a alors incité à rapidement jouer Bharata car le rôle ne nécessiterait pas ces dates. Le rôle de Lakshmana revient alors de fait à Sunil Lahiri. Arvind Trivedi a été auditionné pour le rôle d'un batelier mais Ramanand Sagar l'a choisi pour jouer Ravan. Cependant, lorsque Trivedi a rejeté l'offre, Paresh Rawal l'a convaincu de garder le rôle de Ravan. Vijay Kavish a joué trois rôles dans la série : Shiva, Valmiki et le démon de Mayasura.

## Critiques
D.K. Bose, le directeur média de Hindustan Thompson Associates, a déclaré : « La caractéristique unique du Ramayana était sa cohérence. D'autres programmes comme Buniyaad et même Hum Log ont parfois atteint un taux de visionnage d'environ 80 % ou plus. Dans le cas du Ramayana, ce chiffre a été maintenu depuis presque le début ». Il a ajouté qu' « à partir d'environ 50 %, le chiffre de 80 % a été atteint en quelques mois et n'a jamais baissé ». Il a également noté que le nombre de téléspectateurs était supérieur à 50 %, même dans les États indiens du sud, à prédominance linguistique non-Hindi, comme Tamil Nadu, Kerala ou bien Karnataka. Il a également ajouté que la popularité de l'émission s'étendait sur toutes les religions et était également regardée par des personnes de confession islamique.
Le succès de la série a été bien documenté par les médias. Soutik Biswas de la BBC a rappelé que lorsque la série était diffusée tous les dimanches matin, « les rues étaient désertes, les magasins fermés et les gens se baignaient et vérifiaient leurs téléviseurs pour ne pas rater le début de la série ». Écrivant pour le Telegraph, William Dalrymple a noté : « Dans les villages de l'Asie du Sud, des centaines de personnes se rassemblaient autour d'un seul téléviseur pour regarder les dieux et les démons jouer avec leur destin. Dans les villes les plus bruyantes et les plus animées, les trains, les bus et les voitures se sont soudainement arrêtés, et un silence étrange est tombé sur les bazars. À Delhi, les réunions du gouvernement ont dû être reportées après que l'ensemble du cabinet ne se soit pas présenté pour un briefing urgent ». Cependant, les critiques ont rejeté la série la qualifiant de « mélodrame techniquement défectueux ».

### Impact
La télédiffusion de Ramayan a été considérée comme un évènement précurseur de la dispute d'Ayodhya. Arvind Rajagopal, dans son livre Politics After Television: Hindu Nationalism and the Remoduring of the Public in India (2000), écrit qu'avec la série, le gouvernement « violait un tabou vieux de plusieurs décennies sur le fait de choisir un culte religieux, et les nationalistes hindous ont profité de l'occasion ». Il a ajouté que cela « confirme(ait) l'idée du réveil hindou » et la montée en puissance du parti politique Bharatiya Janata se faisait grâce à cela. Manik Sharma de Hindustan Times a exprimé des opinions similaires, en expliquant que la série « a été jouée dans le contexte d'une montée en popularité de l'hindouïté dans la politique indienne, sous l'égide du Rashtriya Swayamsevak Sangh (RSS) et de sa tenue politique, le Bharatiya Janata Party (BJP). Alors que les médias et les commentateurs culturels ont du mal à considérer l'épopée de Sagar dans un sens ou dans l'autre, certains l'ont vu comme un catalyseur, même s'il pouvait être involontaire, de l'agitation que le mouvement a engendrée ».
En ce qui concerne les appréhensions initiales à propos de la diffusion de la série par un diffuseur appartenant au gouvernement, Sharad Dutt, le producteur jusqu'alors, a déclaré que « beaucoup de personnes au sein de la chaîne n'étaient pas favorables à l'idée de diffuser Ramayan. Mais cela n'avait rien à voir avec ce qui se passait politiquement. Le Congrès était au pouvoir et n'avait aucun ordre du jour ». Le journaliste Manik Sharma a ainsi noté que l'influence politique de la série pourrait être jugée par le fait que Sagar et Arun Govil (qui jouait Rama) « ont été à plusieurs reprises courtisés par le Congrès et le BJP pour faire une campagne pour eux », et que Deepika Chikhalia (Sita) et Arvind Trivedi (Ravana) sont ensuite devenus députés.
La série a été retransmise à partir du 28 mars 2020 avec une émission le matin et une émission la nuit pendant le confinement de 21 jours en Inde en raison de la pandémie de coronavirus, sur la chaîne DD National,.

### Évaluations
Ramayan a interrompu l'audience de toutes les séries télévisées indiennes pendant cette période de confinement. Elle a été diffusée dans 55 pays et avec une audience totale de 650 millions de téléspectateurs, sa retransmission du 24 mars au 18 avril 2020 a été vue près de 2500 millions de fois en 25 jours : elle est ainsi devenue la série télévisée indienne la plus regardée, et l'une des séries télévisées les plus regardées au monde. Ramayan est entré dans le Limca Book of Records comme la série mythologique la plus regardée. Lors de sa première diffusion en 1987, elle a été vue par 40 millions de téléspectateurs en Inde, ce qui a rapporté à la chaîne qui la diffusait 230 millions de roupies indiennes de revenus.
Le nombre de téléspectateurs pendant le confinement a reçu des notes record pour une émission CDG (chaîne de divertissement générale) en hindi, faisant de DD National la chaîne indienne la plus regardée depuis la première de la série. Ramayan a recueilli un total de 170 millions de téléspectateurs dans les 4 premières émissions au cours desquelles DD National est devenue la chaîne de télévision indienne la plus regardée après de nombreuses années,,. La semaine suivante, elle a enregistré 580 millions de visionnages dans le créneau du matin et 835 millions de visionnages dans le créneau du soir/de la nuit. Au cours de la quatorzième semaine de 2020, elle a recueilli 61,397 millions de vues et la semaine suivante, elle en a obtenu 67,4 millions,.

## Suite et remake
Une série, Luv Kush, basée sur le dernier épisode de Ramayana, Uttara Kanda, a été diffusée de 1988 à 1989 sur DD National,.
Une série-remake appelée Ramayan a été produite par Sagar Arts et diffusée sur NDTV Imagine en 2008.